# Jacob van Rijs
Jacob van Rijs, né le 24 août 1964 à Amsterdam, est un architecte néerlandais.
Il est partenaire et membre-fondateur du bureau MVRDV, de renommée internationale et un des plus connus de Rotterdam. 
Il étudie l'architecture à l'université de technologie de Delft, d'où il sort diplômé avec mention en 1990. 
Il a travaillé en tant qu'architecte dans les agences Lapenas & Torres Arquitectos (Barcelone), UNStudio (Amsterdam) et OMA (Rotterdam).
En 1991, il fonde à Rotterdam avec Winy Maas et Nathalie de Vries l'agence d'architecture MVRDV.

## Publications
- MVRDV (Winy Maas, Jacob van Rijs und Nathalie de Vries)